# Sevaberd
Sevaberd là một đô thị thuộc tỉnh Kotayk, Armenia. Dân số ước tính năm 2011 là 279 người.